# Atmosferă primară
O atmosferă primară este o atmosferă a unei planete care se formează prin acumularea de materie gazoasă din discul de acreție al Soarelui planetei. Planete precum Jupiter și Saturn au atmosfere primare. Atmosferele primare sunt foarte groase în comparație cu cele secundare, cum ar fi cea de pe Pământ. Atmosfera primară a fost pierdută pe planetele terestre datorită unei combinații de temperatură a suprafeței, masa atomilor și viteza de eliberare a planetei.

## Procesul de formare a atmosferelor primare

### Formarea discului protoplanetar
Atmosferele primare încep să se formeze în primele etape ale dezvoltării sistemului solar. Pe măsură ce o stea se formează dintr-un nor de gaz și praf care se prăbușește, materialul rămas se aplatizează într-un disc rotativ în jurul stelei, cunoscut sub numele de disc protoplanetar. Acest disc este bogat în gaze precum hidrogen și heliu, care sunt cele mai abundente elemente din univers.

### Acreția de gaze
Planete încep să se formeze în acest disc prin procesul de acreție. Pe măsură ce praful și materialele solide se unesc pentru a forma planetezimale și, în cele din urmă, protoplanete, aceste corpuri încep să exercite forțe gravitaționale. Gravitația acestor protoplanete în creștere atrage gazele din mediul înconjurător. Planete mai mari, în special cele care se formează în regiunile exterioare mai reci ale discului, sunt capabile să atragă învelișuri mai substanțiale de gaz, ducând la formarea de atmosfere primare groase.

### Compoziție și caracteristici
Compoziția unei atmosfere primare este în principal hidrogen și heliu, cu cantități mici de alte substanțe volatile, cum ar fi vaporii de apă, metanul și amoniacul, în funcție de temperatura și regiunea discului protoplanetar. Aceste atmosfere sunt, în general, groase și extinse, înfășurând planeta tânără într-un strat dens de gaz.

## Detectarea CO2 în atmosferele exoplanetare și implicațiile pentru atmosferele primare
Observațiile recente ale telescopului spațial James Webb (JWST) au oferit perspective inovatoare asupra compoziției atmosferice a exoplanetelor, care sunt vitale pentru înțelegerea atât a atmosferei primare, cât și a celei secundare. Un exemplu notabil este detectarea dioxidului de carbon (CO2) în atmosfera exoplanetei WASP-39b. Această detectare, realizată prin spectroscopie de transmisie în intervalul de lungimi de undă de 3,0-5,5 micrometri, a relevat o caracteristică semnificativă de absorbție a CO2 la 4,3 micrometri, cu o semnificație de 26 sigma. Aceste constatări sunt critice, deoarece CO2 este un indicator cheie al îmbogățirii cu metale în atmosferele planetare, influențează procesul de formare a atmosferelor primare ale giganților gazoși.
Datele JWST sugerează că compoziția atmosferică a planetei WASP-39b include nu numai CO2, ci și apă, monoxid de carbon și hidrogen sulfurat, cu opacitate moderată a norilor și puțin metan. Această compoziție se aliniază cu modelele unidimensionale care presupun o metalicitate solară de zece ori și un echilibru radiativ-convectiv-termochimic. Prezența acestor gaze în atmosferele giganților gazoși fierbinți, cum ar fi WASP-39b, oferă informații despre procesele care ar fi putut modela atmosferele primare ale planetelor masive similare din sistemul nostru solar.